# The Great Escape
The Great Escape (en España, La gran evasión; en Hispanoamérica, El gran escape) es una película bélica estadounidense de 1963 producida y dirigida por John Sturges, y protagonizada por Steve McQueen, James Garner, Charles Bronson, Richard Attenborough y otros grandes actores. Basada en los hechos sucedidos en el campo de prisioneros de guerra de Stalag Luft III, situado en las cercanías de la ciudad de Sagan (hoy Żagań, Polonia). Es una adaptación del libro homónimo escrito por Paul Brickhill y fue rodada en Füssen (Alemania).

## Argumento
Los alemanes, cansados de los intentos de fugas de los aviadores británicos y estadounidenses, deciden agrupar a los más peligrosos en un solo lugar: Stalag Luft III, un campo de prisioneros de guerra de máxima seguridad, con guardianes expertos y del que su comandante, el coronel von Luger (Hannes Messemer), dice que es imposible fugarse.
La Gestapo traslada al campo al prisionero más peligroso de todos, apodado "Gran X", el comandante de la Real Fuerza Aérea británica Roger Bartlett (Richard Attenborough), un hombre que por su inteligencia y sus muchos intentos de fuga es vigilado de cerca. 
Entre la mayoría de los presos están los miembros de la organización X, una organización de presos que ya ha realizado diferentes intentos de fuga por medio de túneles. La organización X está dirigida por el "Gran X", Roger Bartlett. El jefe tiene un ambicioso plan, el de conseguir la evasión de doscientos cincuenta prisioneros por medio de tres túneles. 
El primer intento de escape fracasa, y sus dos organizadores, el capitán de la USAAF Virgil Hilts (Steve McQueen) y el oficial de vuelo de la RAF Archibald Ives (Angus Lennie) son encerrados en "la nevera", una celda especial de aislamiento y castigo, en la prisión del campo, durante un tiempo. Cuando los tres estadounidenses del campo (Hendley, Hilts y Goff) están celebrando el Día de la Independencia de los Estados Unidos junto con los demás prisioneros (la mayoría británicos), los guardias descubren el primer túnel. Ives, muy deprimido, intenta un desesperado intento de escapar escalando las alambradas delante de las torretas de los guardias. Hilts lo ve y corre para detenerlo, pero llega demasiado tarde y los guardias matan a Ives.
Los miembros de la organización X trabajan organizados para excavar, confeccionar ropa de civil, falsificar documentos, vigilar las entradas de los barracones en los que están trabajando, conseguir materiales de contrabando, etcétera. El ruido que hacen los trabajadores se oculta con un coro de voces que canta en voz alta. La tierra del túnel la esconden en los bolsillos de los pantalones y la arrojan disimuladamente en distintas partes del campo, pues los alemanes medían el despeje bajo las barracas. El teniente de vuelo de la USAAF Hendley (James Garner), "el proveedor", encuentra ingeniosas formas de proveer a todos de lo que necesitan, desde una cámara fotográfica hasta documentos de identidad, chantajeando a uno de los vigilantes alemanes, Werner (Robert Graf). El australiano Louis Sedgwick (James Coburn), "el fabricante", confecciona muchas herramientas para la evasión, como las bombas de aire para el interior de los túneles. Danny Velinski (Charles Bronson), "rey de los túneles", se encarga de excavar, a pesar de sufrir de claustrofobia. Las falsificaciones son encargadas a Colin Blythe (Donald Pleasence). Antes de escapar, a causa de sufrir miopía progresiva, este último se queda prácticamente ciego incluso a cortas distancias. Hendley decide convertirse en lazarillo de su amigo cuando escapan. El capitán de la USAAF Virgil Hilts, "el rey de la nevera", se escapa continuamente; el Gran X decide utilizarlo para confeccionar mapas fiables del exterior persuadiéndolo a que se deje atrapar al cabo de unos días a cambio de un lugar destacado en el turno de fuga. De modo que consigue información sobre el pueblo, la estación de trenes más próxima y sus horarios. Hay un tono gracioso en esto: cada vez que envían a Hilts a "la nevera", alguien le arroja una pelota y un guante de béisbol, con los que se entretiene peloteando contra la pared mientras está encerrado. 
Los prisioneros trabajan con tres túneles ("Tom", "Dick" y "Harry") simultáneamente. Después de que el primer túnel es descubierto accidentalmente por un guardia, el Gran X, Roger Bartlett, decide abandonar el segundo para dedicar todos los esfuerzos al tercero. Completan la última parte en la noche prevista, pero, por un error de cálculo, descubren que aún faltan seis metros hasta los árboles que los cubrirían de toda la vigilancia, distancia que tendrán que recorrer arriesgando sus vidas, pero de noche. Estudiando los periódicos "barridos" de los guardias y sus reflectores, setenta y seis prisioneros consiguen escapar antes de que los guardias descubran el túnel.
Después de varios intentos de llegar a Suiza, Suecia y España, la mayoría de los prisioneros son capturados o asesinados: Hendley y Blythe toman un tren y deben saltar en marcha tras advertir que un agente de la Gestapo está revisando los vagones. Más tarde, roban un avión, intentando llegar a la frontera suiza, pero la máquina se estropea y deben hacer un aterrizaje forzoso poco antes de alcanzar las montañas. Los soldados alemanes llegan a la zona disparando, matan a Blythe y capturan a Hendley. A Cavendish (Nigel Stock) lo recoge un camión que lo lleva a una prisión, donde se encuentra con otro miembro de la organización X, Haynes. 
Bartlett y Mac (Gordon Jackson) son reconocidos en la estación de trenes por un agente de la Gestapo, pero otro miembro de la organización que estaba allí, Eric Ashley-Pitt (David McCallum) se sacrifica, matando al agente y acaparando toda la atención, siendo asesinado por los soldados. 
Bartlett y Mac intentan subir a un autobús en el pueblo, pero un agente de la Gestapo engaña a Mac con el truco de revelar la identidad que él siempre le decía a Haynes que no cayese: el agente se despide diciendo en inglés Good Luck! y Mac le responde espontáneamente Thank you!. Los dos corren, pero capturan a Mac en un momento. Bartlett escapa por los tejados. Sin embargo, es reconocido más tarde por otro agente y es capturado. Por su lado, Hilts roba una motocicleta de la Wehrmacht, pero es reconocido en un pueblo y, tras una espectacular persecución en moto que culmina entre las alambradas de la frontera, quizás la mejor escena de acción del filme, es capturado en la frontera de Suiza.
Solo tres se escapan. Danny Velinski y Willy Dickes (los reyes del túnel) roban un bote y navegan por un río hasta la costa del mar Báltico, donde encuentran un barco mercante sueco que los recoge. 
Louis Sedgewick se esconde en un tren de mercancías y llega a Francia. Allí se encuentra en una cafetería con miembros de la Resistencia francesa que disparan a unos oficiales alemanes que estaban allí. Luego, los miembros ayudan a Sedgewick a llegar a España cruzando los Pirineos. 
De los otros restantes, 48 de los capturados, incluyendo a Bartlett, Mac, Cavendish y Haynes, son fusilados en una pradera después de un viaje en camión por el procedimiento de ejecución extrajudicial conocido como paseo o ley de fugas. Esto hace un total de 50 muertos (incluyendo a Ashley-Pitt y Blythe). Hendley y Sorren y un pequeño grupo vuelven al campo. El oficial británico Ramsey (James Donald), quien había sido un enlace entre los prisioneros y los guardias, recibe la noticia de von Luger sobre la muerte de los 50 prisioneros. El coronel ha sido relevado del cargo por permitir que se escaparan tantos prisioneros y espera su castigo.
Hilts también vuelve al campo y a "la nevera". Allí, se repite la graciosa escena de su guante de béisbol y su pelota. El guardia se gira para oír el familiar sonido de la pelota rebotando contra la pared y sale de la prisión. 
La historia acaba con esa escena y con un cartel que dice 

Esta película está dedicada a los 50.

## Reparto
- Steve McQueen como Capitán Virgil Hilts.
- James Garner como Teniente Bob Hendley.
- Richard Attenborough como Líder de escuadrón Roger Bartlett.
- James Donald como Capitán Ramsey.
- Charles Bronson como Teniente Danny Welinski.
- Donald Pleasence como Teniente Colin Blythe.
- James Coburn como Oficial Sedgwick.
- Hannes Messemer como Comandante Von Luger.
- David McCallum como Teniente Eric Ashley-Pitt.
- Gordon Jackson como Teniente Andy MacDonald.
- John Leyton como Teniente Willie Dickes.
- Angus Lennie como Oficial Archie Ives.

## Secuela
En 1988, Paul Wendkos y Jud Taylor estrenaron la película The Great Escape II: The Untold Story como una secuela alternativa de The Great Escape, la cual presenta las hazañas del mayor John Dodge (interpretado por Christopher Reeve), un oficial del Ejército Británico nacido en Estados Unidos y primo de Winston Churchill, y sigue en gran medida su viaje a la libertad después de la fuga. 
La película se estrenó en VHS y fue nominada a mejor mezcla de sonido en los Emmy Awards.